# Sergio Araujo
Sergio Araujo (Villa Crespo, Buenos Aires, Argentina; 28 de enero de 1992) es un futbolista argentino. Juega de delantero en Cerro Porteño de la Primera División de Paraguay.

## Trayectoria

### C. A. Boca Juniors
Su primer club fue Boca Juniors, donde hizo todas sus inferiores. Debutó en primera división bajo la dirección técnica de Alfio Basile en la última fecha del Torneo Apertura 2009 frente a Banfield el día 13 de diciembre de 2009, ingresando en el segundo tiempo sustituyendo a Nicolás Gaitán. Con la llegada de Claudio Borghi como director técnico, Araujo empezó a tener más partidos con la primera. Jugó parte de la gira realizada por Oceanía, con expectativa de los dirigentes que fuera un futuro crack y yendo al banco siempre como alternativa en el ataque xeneize.
El 21 de noviembre de 2010 frente a Arsenal de Sarandí logró marcar su primer gol en la máxima categoría. Luego de ese partido en el cual había entrado por una temprana lesión de Lucas Viatri, Roberto Pompei, por entonces técnico interino de Boca Juniors lo alineó como titular acompañando a Martín Palermo en los cuatro partidos que quedaban en el Torneo Apertura 2010.
En 2012 disputó su primer partido del año jugando como titular en la Copa Argentina frente a Central Córdoba teniendo una destacada actuación y convirtiendo un goooool.

### F. C. Barcelona "B"
En julio de ese año, fue cedido por 2 años al F. C. Barcelona "B". Pasó el reconocimiento médico correctamente y firmó su contrato.  El precio de su cesión fue de 800.000 € e incluye una opción de compra de 15.000.000 €. El 1 de diciembre de 2012 marca sus primeros goles en el club catalán un doblete ante el Lugo en la victoria de su equipo por 2-1. El 22 de diciembre marca un gol en el empate (4-4) ante el Girona F.C.. El 27 de enero de 2013 convierte un doblete en el clásico ante el Real Madrid Castilla en el Mini Estadi (3-1). También marcó en la victoria 4-3 ante el Córdoba. El 14 de abril de 2013 marca el gol de la victoria en el 1-0 sobre el Numancia. Acabó la temporada con 7 goles, cifra escasa, por lo que no siguió en el club blaugrana.

### C. A. Tigre
Tras finalizar su préstamo y, al saber que Carlos Bianchi no lo tendría en cuenta, es cedido al Club Atlético Tigre por un año. Su primer gol fue frente a Racing en el cual marcó su primer doblete con la camiseta del Matador y una asistencia al exjugador de la academia, José Sand.

### U. D. Las Palmas
En julio de 2014 vuelve a ser cedido, esta vez a la Unión Deportiva Las Palmas club de la Segunda División de España. Comenzó la temporada de forma exitosa marcando cinco goles en las cuatro primeras jornadas, convirtiéndose en el primer jugador del club canario en anotar en las cuatro primeros partidos de liga consecutivos. En la jornada siguiente aumento dicho récord con dos tantos más, alcanzando el liderato en la clasificación de goleadores de la Liga Adelante. Al final de la temporada regular sumó 23 goles, quedando en segunda posición de dicha clasificación. Además en la promoción de ascenso añadió dos tantos más, incluido el definitivo segundo gol frente al Real Zaragoza, que valió el ascenso a la Primera División de España.
Tras el ascenso la U. D. Las Palmas ejerció la cláusula de compra de su contrato de cesión, estimada en 2,5 millones de euros, firmando por cinco temporadas con el club canario. Su primera temporada en la máxima categoría fue bastante negativa, con un rendimiento bajo y episodios de indisciplina.

### AEK F. C. (2017-18)
La temporada siguiente continuó la tónica del año anterior, lo que condujo a su salida del equipo canario en enero siendo cedido hasta junio al AEK Atenas de la Superliga griega. En Grecia mejora su rendimiento y consigue 9 goles y 6 asistencias en los 21 partidos que disputó con el AEK, incluyendo el tanto que valdría la clasificación para la fase previa de la Champions.
En el verano de 2017 vuelve a Gran Canaria para realizar la pretemporada con el club amarillo, llegando a jugar las dos primeras jornadas de la temporada. Sin embargo el 31 de agosto volvió a Atenas para ampliar un año más la cesión en el AEK. En esta temporada alcanza el campeonato de liga griego.

### Regreso a la U. D. Las Palmas
Tras el descenso del club canario a segunda división, se reincorpora a él en el verano, lesionándose en la pretemporada, con lo que no pudo jugar de nuevo hasta la jornada 8. El verano siguiente volvió a sufrir otra lesión, estando fuera de los terrenos de juego casi toda la primera vuelta. Esa escasa participación indujo que el 31 de enero de 2020 volviera a ser cedido al AEK de Atenas. Al finalizar la temporada el AEK no utilizó su opción de compra y Araujo volvió para la pretemporada del curso 2020-21, a las órdenes de Pepe Mel.
Tras otro comienzo de año accidentado, con una nueva baja por contraer COVID-19, retomó su acierto goleador y el 24 de mayo de 2021 alcanzó su partido 150 con el equipo amarillo, siendo el máximo goleador del equipo, 11 tantos para un total de 47 en el club.

### Vuelta al fútbol heleno
El 17 de junio de 2021 el equipo canario y el A.E.K. de Atenas llegaron a un acuerdo por 1 462 500 euros, iniciando así su tercera etapa en el club griego. En junio de 2024 no renovó su contrato y pasó a ser agente libre después de 134 partidos y 39 goles llegando a la capitanía del club.

### Cerro Porteño
En septiembre de 2024 se incorporó hasta final del año al Cerro Porteño de la Primera División de Paraguay.

## Selección nacional

### Sub-17
Jugó el Campeonato Sudamericano Sub-17 de 2009, logrando el subcampeonato para Argentina. También disputó la Copa Mundial de Fútbol Sub-17 de 2009. En ambos torneos marcó 3 goles.

### Sub-20
Fue convocado por Walter Perazzo para el Sudamericano 2011, disputado en Arequipa (Perú), alternando titularidad en algunos partidos. Llegó a jugar 7 partidos (4 como titular), marcando 1 gol, consiguiendo la clasificación al Mundial Sub-20 de Colombia. Su rendimiento fue muy irregular como el del resto del equipo.

### Goles internacionales
| Goles internacionales | Goles internacionales              | Goles internacionales | Goles internacionales | Goles internacionales | Goles internacionales                  | Goles internacionales |
| #                     | Lugar                              | Rival                 | Gol                   | Resultado             | Competición                            |                       |
| --------------------- | ---------------------------------- | --------------------- | --------------------- | --------------------- | -------------------------------------- | --------------------- |
| 1                     | Estadio Tierra de Campeones, Chile | Venezuela             | 2-0                   | 2-0                   | Campeonato Sudamericano Sub-17 de 2009 |                       |
| 2                     | Estadio Tierra de Campeones, Chile | Chile                 | 2-1                   | 3-1                   | Campeonato Sudamericano Sub-17 de 2009 |                       |
| 3                     | Estadio Tierra de Campeones, Chile | Uruguay               | 1-0                   | 2-0                   | Campeonato Sudamericano Sub-17 de 2009 |                       |
| 4                     | Estadio Abuya, Nigeria             | Honduras              | 1-0                   | 1-0                   | Copa Mundial de Fútbol Sub-17 de 2009  |                       |
| 5                     | Estadio Abuya, Nigeria             | Alemania              | 2-1                   | 2-1                   | Copa Mundial de Fútbol Sub-17 de 2009  |                       |
| 6                     | Estadio Gateaway, Nigeria          | Colombia              | 2-0                   | 2-3                   | Copa Mundial de Fútbol Sub-17 de 2009  |                       |
| 7                     | Estadio de la UNSA, Paraguay       | Venezuela             | 1-0                   | 1-1                   | Campeonato Sudamericano Sub-20 de 2011 |                       |
| 8                     | Estadio Omnilife, México           | Brasil                | 1-1                   | 1-1                   | Juegos Panamericanos de 2011           |                       |

### Participaciones con la Selección
| Torneo                      | Sede    | Resultado        |
| --------------------------- | ------- | ---------------- |
| Sudamericano Sub-17 2009    | Chile   | Subcampeón       |
| Copa Mundial Sub-17 2009    | Nigeria | Octavos de final |
| Sudamericano Sub-20 2011    | Perú    | Tercer puesto    |
| Juegos Panamericanos de 201 | México  | Medalla de plata |

## Estadísticas

### Clubes
Actualizado hasta su último partido disputado el 30 de julio de 2025.
| Club                         | Div.          | Temporada     | Liga  | Liga  | Liga   | Copas nacionales | Copas nacionales | Copas nacionales | Copas internacionales | Copas internacionales | Copas internacionales | Total | Total | Total  |
| Club                         | Div.          | Temporada     | Part. | Goles | Asist. | Part.            | Goles            | Asist.           | Part.                 | Goles                 | Asist.                | Part. | Goles | Asist. |
| ---------------------------- | ------------- | ------------- | ----- | ----- | ------ | ---------------- | ---------------- | ---------------- | --------------------- | --------------------- | --------------------- | ----- | ----- | ------ |
| C. A. Boca Juniors Argentina | 1.ª           | 2009-10       | 1     | 0     | 0      | —                | —                | —                | —                     | —                     | —                     | 1     | 0     | 0      |
| C. A. Boca Juniors Argentina | 1.ª           | 2010-11       | 9     | 1     | 1      | —                | —                | —                | —                     | —                     | —                     | 9     | 1     | 1      |
| C. A. Boca Juniors Argentina | 1.ª           | 2011-12       | 9     | 0     | 0      | 2                | 1                | 0                | 3                     | 0                     | 2                     | 14    | 1     | 2      |
| C. A. Boca Juniors Argentina | Total club    | Total club    | 19    | 1     | 1      | 2                | 1                | 0                | 3                     | 0                     | 2                     | 24    | 2     | 3      |
| F. C. Barcelona "B" · España | 2.ª           | 2012-13       | 34    | 7     | 4      | —                | —                | —                | —                     | —                     | —                     | 34    | 7     | 4      |
| F. C. Barcelona "B" · España | Total club    | Total club    | 34    | 7     | 4      | 0                | 0                | 0                | 0                     | 0                     | 0                     | 34    | 7     | 4      |
| C. A. Tigre Argentina        | 1.ª           | 2013-14       | 23    | 4     | 1      | —                | —                | —                | —                     | —                     | —                     | 23    | 4     | 1      |
| C. A. Tigre Argentina        | Total club    | Total club    | 23    | 4     | 1      | 0                | 0                | 0                | 0                     | 0                     | 0                     | 23    | 4     | 1      |
| U. D. Las Palmas · España    | 2.ª           | 2014-15       | 43    | 25    | 8      | 1                | 0                | 0                | —                     | —                     | —                     | 44    | 25    | 8      |
| U. D. Las Palmas · España    | 1.ª           | 2015-16       | 30    | 5     | 5      | 1                | 0                | 0                | —                     | —                     | —                     | 31    | 5     | 5      |
| U. D. Las Palmas · España    | 1.ª           | 2016-17       | 11    | 2     | 1      | 1                | 0                | 0                | —                     | —                     | —                     | 12    | 2     | 1      |
| U. D. Las Palmas · España    | 1.ª           | 2017-18       | 2     | 0     | 0      | —                | —                | —                | —                     | —                     | —                     | 2     | 0     | 0      |
| U. D. Las Palmas · España    | 2.ª           | 2018-19       | 26    | 4     | 2      | —                | —                | —                | —                     | —                     | —                     | 26    | 4     | 2      |
| U. D. Las Palmas · España    | 2.ª           | 2019-20       | 4     | 0     | 0      | 2                | 0                | 0                | —                     | —                     | —                     | 6     | 0     | 0      |
| U. D. Las Palmas · España    | 2.ª           | 2020-21       | 29    | 11    | 1      | —                | —                | —                | —                     | —                     | —                     | 29    | 11    | 1      |
| U. D. Las Palmas · España    | Total club    | Total club    | 145   | 47    | 17     | 5                | 0                | 0                | 0                     | 0                     | 0                     | 150   | 47    | 17     |
| AEK Atenas F. C. · Grecia    | 1ª            | 2016-17       | 15    | 5     | 4      | 6                | 4                | 2                | —                     | —                     | —                     | 21    | 9     | 6      |
| AEK Atenas F. C. · Grecia    | 1ª            | 2017-18       | 23    | 11    | 3      | 8                | 2                | 1                | 8                     | 1                     | 1                     | 39    | 14    | 5      |
| AEK Atenas F. C. · Grecia    | 1ª            | 2019-20       | 15    | 3     | 1      | 4                | 0                | 1                | —                     | —                     | —                     | 19    | 3     | 2      |
| AEK Atenas F. C. · Grecia    | 1ª            | 2021-22       | 27    | 12    | 2      | 2                | 0                | 0                | 2                     | 0                     | 1                     | 31    | 12    | 3      |
| AEK Atenas F. C. · Grecia    | 1ª            | 2022-23       | 29    | 7     | 8      | 5                | 0                | 1                | —                     | —                     | —                     | 34    | 7     | 9      |
| AEK Atenas F. C. · Grecia    | 1ª            | 2023-24       | 25    | 1     | 0      | 2                | 0                | 0                | 8                     | 2                     | 0                     | 35    | 3     | 0      |
| AEK Atenas F. C. · Grecia    | Total club    | Total club    | 134   | 39    | 18     | 27               | 6                | 5                | 18                    | 3                     | 2                     | 179   | 48    | 25     |
| Cerro Porteño Paraguay       | 1.ª           | 2024          | 5     | 0     | 0      | 1                | 0                | 0                | —                     | —                     | —                     | 6     | 0     | 0      |
| Cerro Porteño Paraguay       | 1.ª           | 2025          | 11    | 8     | 0      | —                | —                | —                | 7                     | 1                     | 0                     | 18    | 9     | 0      |
| Cerro Porteño Paraguay       | Total club    | Total club    | 16    | 8     | 0      | 1                | 0                | 0                | 7                     | 1                     | 0                     | 24    | 9     | 0      |
| Total carrera                | Total carrera | Total carrera | 371   | 106   | 41     | 35               | 7                | 5                | 28                    | 4                     | 4                     | 434   | 117   | 50     |
| 1. 2.                        |               |               |       |       |        |                  |                  |                  |                       |                       |                       |       |       |        |

## Palmarés

### Campeonatos nacionales
| Título              | Equipo             | Sede      | Año     |
| ------------------- | ------------------ | --------- | ------- |
| Primera División    | C. A. Boca Juniors | Argentina | A-2011  |
| Copa Argentina      | C. A. Boca Juniors | Argentina | 2011-12 |
| Superliga de Grecia | AEK Atenas F. C.   | Grecia    | 2017-18 |
| Superliga de Grecia | AEK Atenas F. C.   | Grecia    | 2022-23 |
| Copa de Grecia      | AEK Atenas F. C.   | Grecia    | 2022-23 |

### Títulos internacionales
| Título             | Equipo           | Sede        | Año  |
| ------------------ | ---------------- | ----------- | ---- |
| Plata Panamericana | Selección Sub-22 | Guadalajara | 2011 |

### Distinciones individuales
| Distinción                                       | Año  |
| ------------------------------------------------ | ---- |
| Jugador de mes de septiembre de la Liga Adelante | 2014 |